# 1787 en philosophie
Chronologie de la philosophie
- 1783
- 1784
- 1785
- 1786
- 1787
- 1788
- 1789
- 1790
- 1791

L’année 1787 a été marquée, en philosophie, par les événements suivants :

## Publications
- François Hemsterhuis : Alexis ou De l’âge d’or

- John Millar : Historical View of the English Government, ouvrage historique essentiel sur l'Angleterre et représente un tournant dans le développement de l'historiographie.